# Freycinetia rapensis
Freycinetia rapensis là một loài thực vật có hoa trong họ Dứa dại. Loài này được F.Br. miêu tả khoa học đầu tiên năm 1931.